# Agnaldo Rayol
Agnaldo  Coniglio Rayol (Río de Janeiro, 3 de mayo de 1938 — São Paulo, 4 de noviembre de 2024) fue un cantante, actor y showman brasileño.

## Biografía
Debutó en el mundo del espectáculo con solo 5 años en un programa de la estación Rádio Nacional en Río de Janeiro. A los doce años apareció por primera vez en una película, y durante un tiempo se dedicó exclusivamente a la actuación. En 1956 grabó su primer álbum y desde ese momento fue principalmente cantante, pero sin abandonar el cine. También participó en algunas telenovelas, desempeñando tanto roles marginales como significativos. Como cantante, fue reconocido por su repertorio de interpretaciones románticas. Representó a su país en el Festival OTI 1974.
Mantuvo durante décadas una importante carrera televisiva gracias a los programas de televisión presentados por él, entre los cuales se encuentran el Show de Agnaldo Rayol y el Show de Corte Rayol, ambos de Rede Record, así como Festa Baile, transmitido por TV Cultura.
En los años 90 grabó algunas canciones en italiano, como Tormento d'Amore, el tema de la apertura de la novela Terra Nostra, interpretada a dúo con Charlotte Church y grabada en Londres.
Ferviente católico, en mayo de 2007 cantó durante la misa oficiada por Benedicto XVI para la canonización de Antonio de Santa Ana Galvao.
Falleció el 4 de noviembre de 2024, a la edad de 86 años, debido a complicaciones por una caída en su casa de Santana, São Paulo.

## Discografía
- 2011 - O Amor É Tudo
- 2005 - Maxximum
- 2000 - Agnaldo Rayol
- 2000 - Mensageiro do Amor
- 2000 - Sempre Boleros
- 1999 - Focus
- 1999 - Você É Um Pouco de Mim
- 1999 - Terra nostra
- 1998 - Tormento D'amore
- 1997 - Todo o Sentimento
- 1997 - Sempre Romântico
- 1994 - Agnaldo Rayol
- 1986 - Meu Jeito de Amar
- 1984 - Água Caliente
- 1972 - Imagem
- 1971 - O Que Eu Canto
- 1968 - As Minhas Preferidas, na voz de Agnaldo Rayol
- 1968 - Agnaldo Rayol
- 1968 - Quero Lhe Dizer Cantando
- 1967 - Você é Um Pouco de Mim
- 1966 - Quando o Amor Te Chama
- 1966 - A Mais Bela Voz do Brasil
- 1965 - Sempre Te Amarei
- 1964 - Meu Amor É Mais Amor
- 1964 - Frente ao Mar
- 1963 - E Agora.../Manhã de Amor
- 1963 - Babalu/Canção de Outono
- 1963 - Maria Solidão/Acorrentados
- 1963 - Frente ao mar/Deixe para mim a culpa
- 1962 - Pierrô/Rosalinda
- 1962 - Eu quero twist/Terezinha
- 1962 - Se ela voltar/Faz tanto tempo
- 1962 - Adiante/E a Vida Continua
- 1962 - O Céu Que Vem de Você/De Joelhos
- 1962 - E a Vida Continua
- 1962 - Plenitude
- 1961 - Que Pena/Não Pode Ser
- 1961 - Se Ela Voltar
- 1961 - Eu Não Tenho Para Onde Ir
- 1961 - La novia/Diante de Deus
- 1961 - Felicidade/Fiquei Sozinho
- 1961 - Volta aos Meus Braços/E Eu Te Chamei de Amor
- 1960 - Minha Impaciência/Sou Eu
- 1960 - Marina/Sou Doido
- 1959 - Lo Sono Il Vento/Trágica Mentira
- 1959 - Não Me Condenem/Perdi Meu Amor
- 1959 - Você/Felicidade Ligeira
- 1959 - Dona Saudade/Escala de Cores
- 1959 - O Primeiro Natal/Eterno Natal
- 1959 - Noturno de Ouro Preto/Tu És o Meu Castigo
- 1959 - Maior Que a Saudade
- 1958 - Prece/Se Todos Fossem Iguais a Você
- 1958 - Onde Estará Meu Amor/Tarde Demais
- 1958 - Dançar Com Você/Serenata do Adeus
- 1958 - Sonhos Musicais
- 1958 - Agnaldo Rayol

## Filmografía
- 2004 – Olga del Volga
- 1976 – Possuída Pelo Pecado
- 1971 – A Herança
- 1970 – A Moreninha
- 1968 – Agnaldo, Perigo à Vista
- 1961 – Tristeza do Jeca
- 1960 – Zé do Periquito
- 1960 – Pistoleiro Bossa Nova
- 1959 – Garota Enxuta
- 1959 – Jeca Tatu
- 1958 – Uma Certa Lucrécia
- 1958 – Chofer de Praça
- 1951 – Maior Que o Odio
- 1949 – Também Somos Irmãos